# Dokku Malcagow
Dokku Malcagow (ros. До́кку (До́кка) Ахме́дович Мальца́гов; ur. 8 grudnia 1950) – Czeczeniec, radziecki i rosyjski tancerz, baletmistrz, pedagog.

## Nagrody i odznaczenia
Ludowy Artysta Federacji Rosyjskiej (2010).